# Santalum lanceolatum
Santalum lanceolatum é uma árvore australiana da família Santalaceae. É comummente conhecida como sândalo-do-norte, sândalo ou sândalo-verdadeiro e, em algumas áreas, como burdardu. A altura madura desta planta é variável, de 1 a 7 m. As flores são verdes, brancas e creme, aparecendo entre janeiro e outubro. A espécie tem uma distribuição em toda a Austrália central, tornando-se dispersa ou incomum nas regiões mais ao sul.

## Taxonomia
Santalum lanceolatum foi descrita por Robert Brown em Prodromus Florae Novae Hollandiae (1810).